# Leukostomoza drzew pestkowych

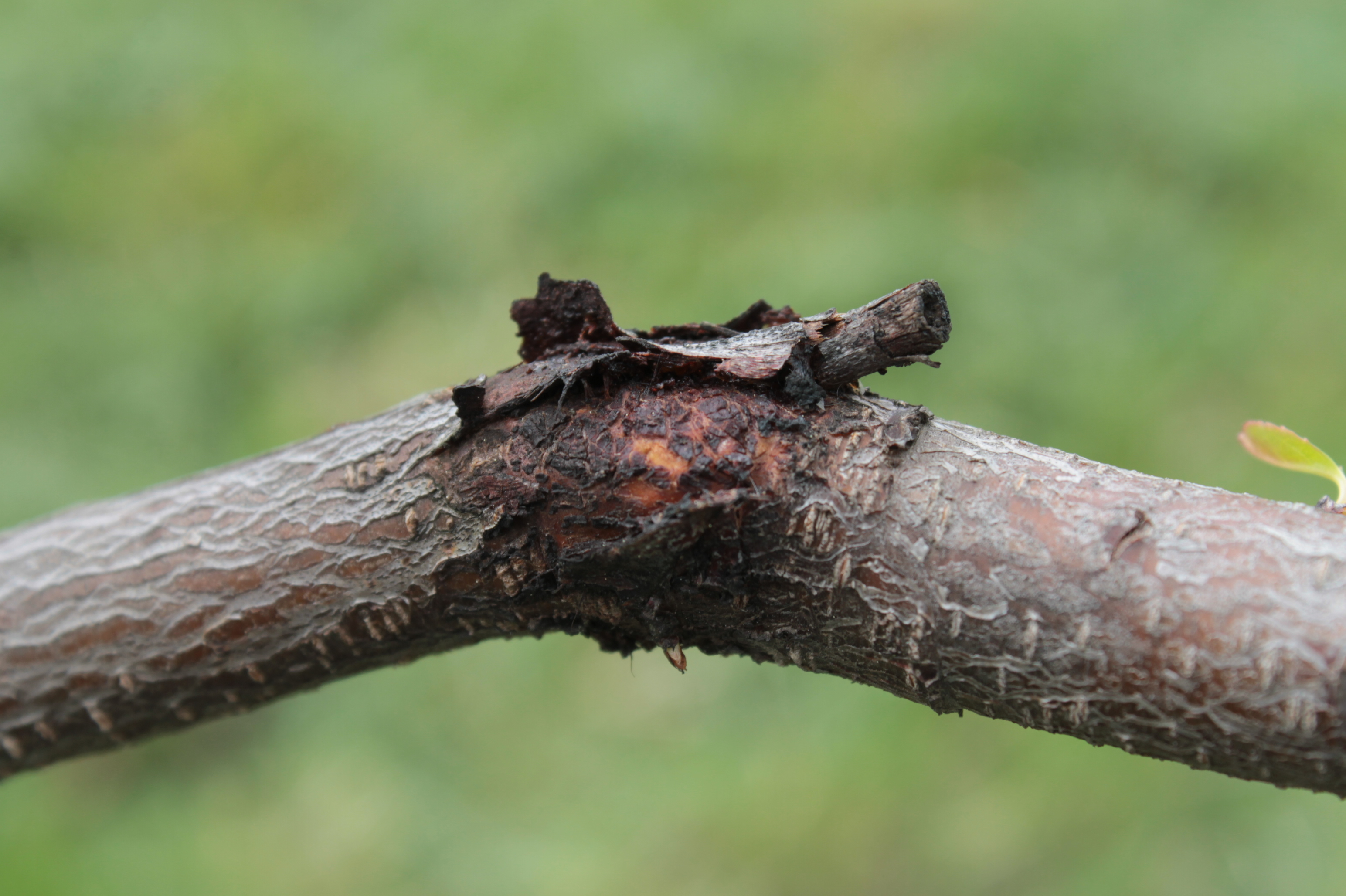
Nekroza pędu brzoskwini

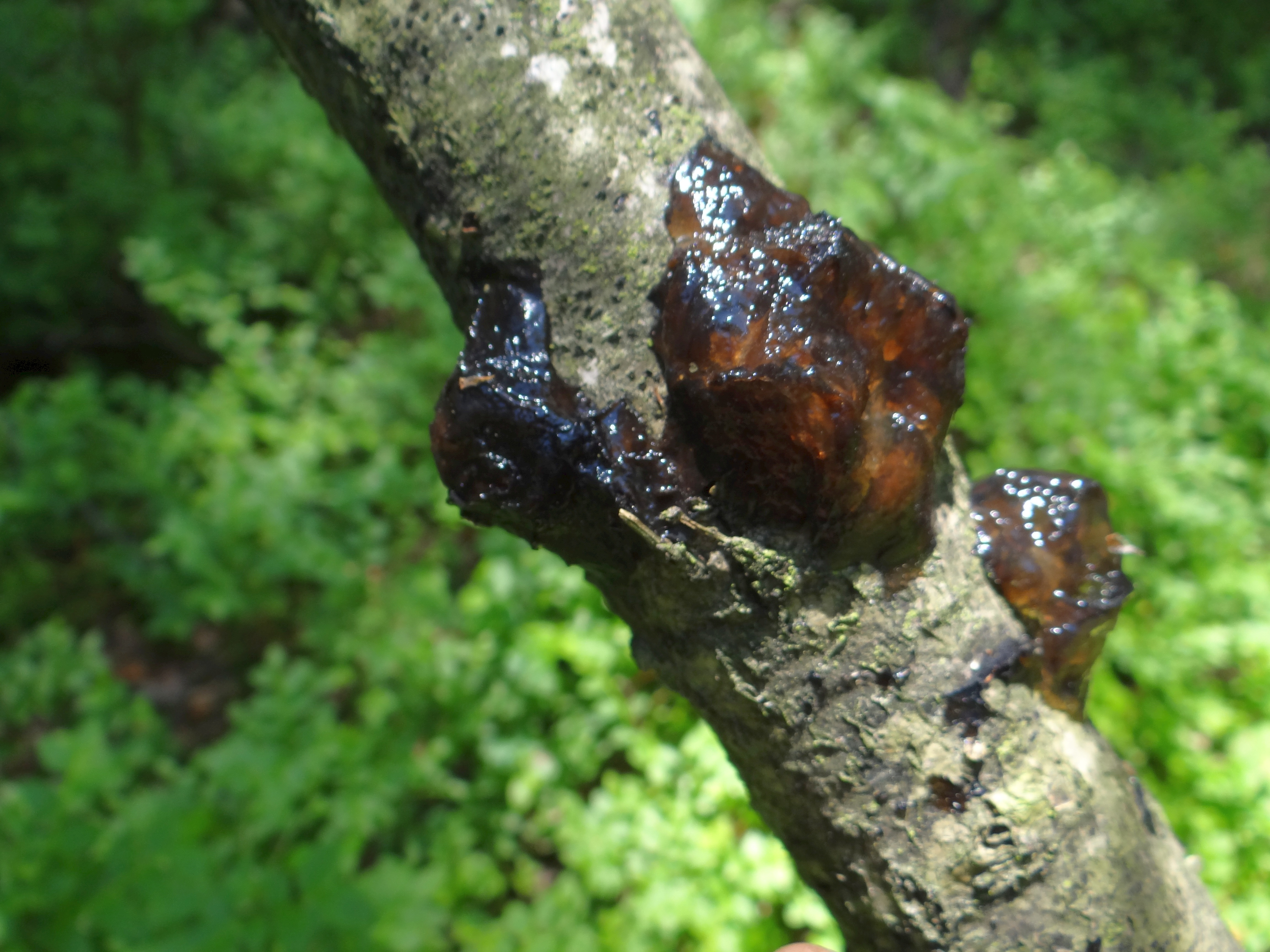
Gumoza śliwy

Leukostomoza drzew pestkowych (ang. Leucostoma canker of stone fruits) – grzybowa choroba drzew pestkowych wywołana przez Valsaria insitiva i Cytospora leucostoma.

## Objawy i szkodliwość
Choroba występuje u wszystkich gatunków drzew drzew pestkowych i może mieć ostry lub łagodny przebieg. Przebieg ostry występuje przeważnie na morelach, u których wiosną nagle więdną całe gałęzie i konary, a potem całe drzewo. Jest to tzw. apopleksja drzewa. Na pędach takich porażonych drzew są duże nekrozy i obfita gumoza. Podobnie ostry przebieg może mieć choroba również u innych gatunków drzew pestkowych. Częściej jednak występuje forma łagodna, podczas której porażone zostają tylko młodsze pędy. Na nich również następuje wyciek czerwonej lub brunatnoczerwonej gumy i nekroza kory, która brunatnieje i pęka, a w miejscu spękań podczas deszczowej pogody pojawiają się pyknidia wywołujących chorobę grzybów.
Drewno porażonych gałęzi i konarów brunatnieje. Czasami występuje także srebrzystość liści podobna do wywołanej przez Chondrostereum purpureum i więdnięcie liści znajdujących się powyżej miejsca infekcji. Patogeny osłabiają wzrost drzewa. Najczęściej porażane są drzewa uszkodzone przez mróz, albo długotrwałą suszą.

## Epidemiologia
Infekcji pierwotnej dokonują zarówno bezpłciowe zarodniki konidialne, jak i płciowe askospory. Wnikają do drzewa poprzez mechaniczne uszkodzenia kory. Kiełkuja i wytwarzają grzybnię, która bardzo szybko rozwija się w miękiszu kory, po czym przenika do łyka i drewna. W znekrotyzowanej tkance kory powstają pyknidia, a w nich konidia wydostające się na zewnątrz w postaci śluzowatego wycieku. U Valsaria insitiva ma on czerwoną barwę, u Cytospora leucostoma brunatnoczerwoną. Konidia są głównym źródłem inokulum. W obumarłej już tkance kory później tworzą się pseudotecja, w których powstają askospory. Mają one jednak dużo mniejsze znaczenie w rozprzestrzenianiu się choroby, niż konidia.
W dojrzałych sadach brzoskwiniowych i nektarynowych, w których L Valsaria insitiva jest głównym patogenem, w węzłach na jednorocznych pędach pojawia się wiele nowych infekcji. Patogen wchodzi do węzła przez blizny po liściach lub martwe pąki w okresie uśpienia. Małe gałązki zabite przez Valsaria insitiva to drogi, którymi patogen może dotrzeć do starszych konarów i zainicjować zrakowacenia, które mogą następnie doprowadzić do śmierci dużych części drzewa. Wiele nowych infekcji ma również miejsce przy cięciu drzew, a najczęściej izolowanym w tych miejscach grzybem jest Cytospora leucostoma. Ogólnie rzecz biorąc, infekcje przez cięcia następują najczęściej, jeśli są wykonywane na początku sezonu spoczynkowego, ale wiele cięć wykonanych wiosną także może zostać zainfekowanych. W temperaturach od 14 do 20 °C Cytospora leucostoma może powodowac martwicę, jednak ekspansja zmian jest ograniczona przez reakcje obronne gospodarza. W temperaturze od 2 do 8 °C początkowa ekspansja zmian jest wolniejsza, jednak całkowita powierzchnia skolonizowanych gałęzi jest większa, a reakcja gospodarza jest bardziej ograniczona. Na ogół zrakowacenia zmniejszają się wraz ze wzrostem liczby dni powyżej 10 °C.

## Profilaktyka i zwalczanie
- Usuwanie z sadu chorych drzew,
- wycinanie porażonych gałęzi i konarów,
- smarowanie ran maściami sadowniczymi lub opryskiwanie drzew fungicydami benzimidazolowymi,
- opryskiwanie moreli i brzoskwini fungicydami benzymidazolowymi. Wykonuje się je jesienią, w okresie, gdy 50% liści opadło z drzew[3]
- zwalczanie ćmy brzoskwiniowej i omacnicy brzoskwiniowej[1].